# Roy Blunt
Roy Dean Blunt (* 10. ledna 1950, Niangua, Missouri) je americký politik za Republikánskou stranu. Mezi lety 2011–2023 byl senátorem USA za stát Missouri. V letech 1997–2011 byl poslancem Sněmovny reprezentantů, v níž zastupoval Missouri za sedmý kongresový okres.
Poté, co se věnoval politice na lokální úrovni, se v roce 1992 v republikánských primárkách neúspěšně ucházel o nominaci na funkci guvernéra Missouri. Guvernérem Missouri se v letech 2005–2009 stal až jeho syn Matt. V březnu 2021 oznámil, že v dalších volbách do senátu v listopadu 2022 nebude znovu kandidovat. Jeho nástupcem byl zvolen republikán a generální prokurátor Missouri Eric Schmitt. Roy Blunt je konzervativním republikánským politikem. Vyznáním je jižní baptista.